# 武斯特罗 (梅克伦堡湖区县)
武斯特罗（德語：Wustrow，德語發音：[ˈvʊstʁo]）是德国梅克伦堡-前波美拉尼亚州的市镇，隶属于梅克伦堡湖区县，总面积为42.93平方千米，截至2020年总人口为713人。